# フィリップ・オクチャーブリスキー
フィリップ・セルゲーヴィチ・オクチャーブリスキー（ロシア語: Фили́пп Серге́евич Октя́брьский｜Filipp Sergeevich Oktyabr'skii, ラテン文字転写: 、1899年10月23日 - 1969年7月8日）は、ソ連の軍人。ソ連邦英雄。最終階級は海軍大将。なお、本姓はイワノフ（ロシア語: Иванов）である。大祖国戦争では黒海艦隊司令官を務め、セヴァストポリ包囲戦を指揮した。

## 経歴
イワノフ（オクチャーブリスキー）は、1899年10月23日にロシア帝国のトヴェリ県ルクシノ村（現トヴェリ州スターリツキー地区）で、ロシア人農民の家に生まれた。
1915年、イワノフは出稼ぎのためシュリッセリブルクに、次いでサンクトペテルブルクに向かった。消防士や、ラドガ湖・スヴィリ川・ネヴァ川を航行する汽船会社（現セヴェロ＝ザーパドノエ・パロホツトヴォ社）の補助操縦手などを経て、1918年に赤色バルト艦隊へ志願した。彼は入隊後すぐにロシア内戦へ動員され、バルト艦隊や北方小艦隊の水兵として白軍と戦火を交えている。1919年にロシア共産党（ボリシェヴィキ）へ入党した。翌年にはバルト艦隊水雷学校を、1922年にはペトログラード共産主義大学付属課程を修了した。1924年、彼は十月革命を記念して、自らの姓であるイワノフを、ロシア語で10月の意味を持つオクチャーブリスキーに改称している。1928年、M・V・フルンゼ記念海軍学校付属並行課程を修了。バルト艦隊や太平洋艦隊、黒海艦隊に勤務し、魚雷艇の艇長、群長、大隊長、支隊長、旅団長を歴任した。
1938年2月よりアムール小艦隊司令官に就任し、1939年3月からは黒海艦隊司令官となった。
1941年5月21日、オクチャーブリスキーは海軍中将へ昇進した。大祖国戦争ではオデッサやセヴァストポリの防衛を担っている。黒海艦隊司令官と同時に、彼は1941年から1942年までセヴァストポリ防衛地区司令官を兼任していた。一連の戦闘における避難計画では、陸軍や海軍の軍人はたとえ負傷兵であっても避難の対象外とされていた。そのため、黒海艦隊の指揮を執っていたオクチャーブリスキーは、包囲されたオデッサの防衛部隊に対して物資輸送や敵への艦砲射撃を敢行するなど積極的な支援を行った。部隊や市民の撤退も支援している。しかし、オデッサは1941年10月16日に陥落した。それに伴い、黒海艦隊はセヴァストポリへ撤退した。
セヴァストポリでもソビエト連邦とナチス・ドイツとの間で激しい戦闘が行われたが、オクチャーブリスキー率いる黒海艦隊は市街の防衛に奮闘した。だが、1942年7月1日の夜間、彼は防衛地区司令官でありながら飛行機でセヴァストポリ市内からの脱出を図った。彼の脱出から2日後の7月3日にセヴァストポリは陥落している。負傷兵を含む多くの部下を見捨てて司令官だけが逃げたという事実は、兵士の士気を著しく下げ、セヴァストポリの陥落を早めたとされる。これにより、捕虜や虐殺などで取り残された約8万人の兵士を一度に失う結果となった。
セヴァストポリの集落であるインケルマンには、ワインを貯蔵するための横坑が岩壁に掘られていた。そのため、戦時下においてこの横坑は野戦病院や弾薬庫、兵器庫として活用されていた。既にセヴァストポリは包囲され、ドイツ軍がインケルマンを占領するのも時間の問題となっていた1942年6月29日、オクチャーブリスキーの副官N・F・ザイツ中尉により、この弾薬庫は爆破された。インケルマンへ上陸したドイツ兵は、爆発とともに高さ約30メートルの岩壁が300メートルにわたって崩落する様子を目撃している。この崩落に野戦病院も巻き込まれ、沿海軍の第47、第427医療部隊や負傷した赤軍兵士、避難していた民間人など約3,000人が犠牲となった。
オクチャーブリスキーは並行してケルチ・フェオドシア上陸作戦の指揮も執り、結果としてクリミアでの橋頭保確立に貢献した。
1943年6月、オクチャーブリスキーはアムール小艦隊司令官に任じられた。再び黒海艦隊に戻ってきたのは1944年3月のことである。彼の指揮する黒海艦隊はカフカースやクリミアの解放に貢献し、かつて彼の指揮下で失われたセヴァストポリも回復された。4月10日に海軍大将へ昇進。
終戦後もオクチャーブリスキーは黒海艦隊の指揮を執り続けた。1948年11月から1951年1月まで海軍第一副総司令官を担っていたが、病気を理由に退いている。1952年4月からは科学試験場局長へ移り、1953年11月まで務めた。1954年、一時軍務から離れてフェオドシヤやスタリ・クリムなどで過ごしている。1957年に復帰し、P・S・ナヒーモフ記念黒海高等海軍士官学校（セヴァストポリ）の学校長に就いた。
ソビエト連邦最高会議幹部会1958年2月20日付命令によって、フィリップ・セルゲーヴィチ・オクチャーブリスキー（イワノフ）はソ連邦英雄第10800号に列せられ、レーニン勲章と金星章が贈られた。
1960年9月、オクチャーブリスキーはソビエト連邦国防省監察総監部軍事監察官となり、後に顧問に就任している。その他、共産党員として1941年2月から1952年まで中央監査委員会委員を務めたほか、第1期ソビエト連邦最高会議では代議員（クリミア自治ソビエト社会主義共和国の民族会議代議員、任期：1940年 - 1946年）に選出され、続く第2期ソビエト連邦最高会議でも代議員（クリミア州の連邦会議代議員、任期：1946年 - 1950年）に選出されている。
1969年7月8日、セヴァストポリで死去。オクチャーブリスキーはセヴァストポリの名誉市民でもあった。遺体はコムナル墓地に埋葬された。

## 叙勲

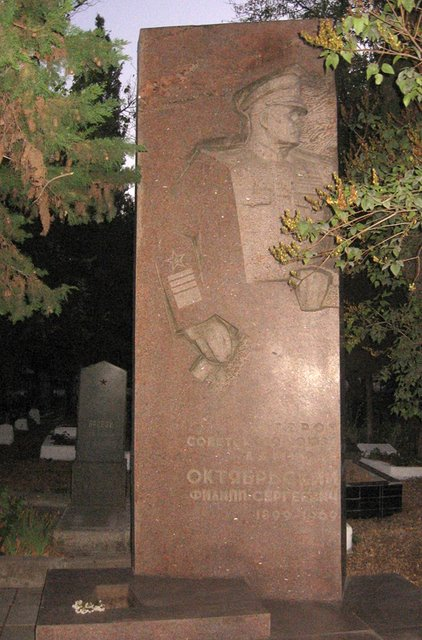
コムナル墓地にあるオクチャーブリスキーの墓

ソビエト連邦
|  | ソ連邦英雄                                      |
|  | レーニン勲章3回                                 |
|  | 赤旗勲章3回                                     |
|  | 赤星勲章                                        |
|  | 1等ウシャコフ勲章2回                            |
|  | 1等ナヒーモフ勲章                               |
|  | 2等スヴォーロフ勲章                             |
|  | オデッサ防衛記章                                |
|  | セヴァストポリ防衛記章                          |
|  | カフカース防衛記章                              |
|  | 1941年-1945年大祖国戦争における対ドイツ戦勝記章 |
|  | 1941年–1945年大祖国戦争勝利20年記念記章         |
|  | 労働者農民赤軍20年記念記章                      |
|  | ソビエト陸海軍30年記念記章                      |
|  | ソ連軍40年記念記章                              |
|  | ソ連軍50年記念記章                              |

外国
|  | レジオン・オブ・メリット勲章コマンダー（アメリカ合衆国） |
|  | 1等1944年9月9日勲章（ブルガリア王国）                    |

## 顕彰
ソビエト連邦海軍には、オクチャーブリスキーの名を冠した巡洋艦アドミラル・オクチャブリスキーが存在していた。それ以外にも、英雄都市セヴァストポリの記念碑やトヴェリ州スターリツァに位置する通りの名前など、現在でも彼の名に因んだ施設を見ることができる。

## 登場作品
- 映画『ロシアン・スナイパー』 - 監督：セルゲイ・モクリツキー、2015年
  - 実在の狙撃手であるリュドミラ・パヴリチェンコの視点から第二次世界大戦における独ソ戦を描く。
  - オクチャーブリスキーは、イワン・ペトロフ将軍と対立的な海軍将校として登場。劇中の結末となるセヴァストポリ包囲戦では、脱出できた潜水艦がたった2隻であったほか、民間人も含む10万人を置き去りに、オクチャーブリスキー自身も飛行機で退避したことが語られた。